# NGC 1499
NGC 1499 es una nebulosa de emisión en la constelación de Perseo a 1000 años luz de distancia. Se encuentra al sur de la constelación, 36' al norte de Menchib (ξ Persei). Por su forma recibe también el nombre de nebulosa California, ya que recuerda el contorno de ese estado de Norteamérica. Aunque tiene 2,5° de longitud, debido a su bajo brillo superficial como mejor se la aprecia es en fotografías de larga exposición. A simple vista solo es posible observarla en noches especialmente oscuras.
El color rojo de la nebulosa es ante todo Hα (Hidrógeno alfa). Con una longitud de onda de 656,3 nm, esta luz proviene de átomos de hidrógeno en donde un electrón excitado del átomo regresa a un nivel de baja energía, liberándose un fotón de esa longitud de onda. Presumiblemente sea la antes citada Menchib, de tipo espectral O, la estrella responsable de su iluminación.
Fue descubierta en el año 1885 por Edward Emerson Barnard.